# Souvenirs perdus
Pour plus de détails, voir Fiche technique et Distribution.
Souvenirs perdus est un film à sketches français de Christian-Jaque sorti en 1950.

## Synopsis
Film composé de quatre sketches. L'histoire de quatre objets trouvés :
1. Une statue d'Osiris permet à deux anciens amants de se retrouver brièvement un soir de Noël ;
2. Une couronne mortuaire fait croire à une jeune femme que son jeune amant est mort ;
3. Une cravate de fourrure est à l'origine de la mort d'une jeune fille solitaire étranglée par un halluciné ;
4. Un violon marque la fin du rêve d'un agent de police qui voit un chanteur des rues conquérir la femme qu'il convoitait.

## Fiche technique
- Titre : Souvenirs perdus
- Réalisation : Christian-Jaque
- Scénario sur une idée originale de Jacques Companeez
- Adaptation et dialogues : Henri Jeanson (scénario et dialogue des sketches Une cravate de fourrure et La Couronne mortuaire), Jacques Prévert (scénario et dialogues : Une statuette d'Osiris et Le Violon), Pierre Prévert (histoire et scénario du sketch Le Violon), Pierre Véry (scénario du sketch Une cravate de fourrure et La Couronne mortuaire), adaptation de Christian-Jaque et Jacques Companéez, dialogues de Bernard Zimmer
- Commentaires d'Henri Jeanson dit par Robert Rocca
- Assistants réalisateurs : Raymond Vilette et André Fey
- Musique : Joseph Kosma, éditions musicales Transatlantiques et Lido
- Les chansons d'Yves Montand sont éditées par Enoch et Cie
- Image : Christian Matras
- Opérateur : Alain Douarinou, assisté d'Ernest Bourreau et Paul Launay
- Montage : Jacques Desagneaux, assisté de Raymonde Le jeune
- Décors : Robert Gys, assisté de Jacques Chalvet et Claude Foucher
- Son : Joseph de Bretagne
- Maquillage : Carmen Brel, assisté de Lina Gallet
- Photographe de plateau : Walter Limot
- Script-girl : Simone Bourdarias
- Régisseur général : Georges Charlot
- Production : Les Films Jacques Roitfeld
- Chef de production : Jacques Roitfeld
- Directeur de production : Constantin Geftman
- Distribution : Gray Films
- Tournage du 19 avril au 7 juillet 1950, dans les studios de Boulogne, Versailles: Petite Place
- Enregistrement système Artec Western Electric
- Tirage : Laboratoire Lianofilm
- Pays :  France
- Format :  Son mono - 35 mm - Noir et blanc - 1,37:1
- Durée : 105 minutes
- Date de sortie : 
  - France - 11 novembre 1950

## Distribution

### Sketch n° 1
- Edwige Feuillère : Florence, mannequin qui retrouve un ancien amant
- Pierre Brasseur : Philippe, le faux Egyptologue, qui retrouve Florence
- Germaine Stainval : l'épouse de l'industriel au musée
- Odette Barencey : la logeuse de Philippe
- Maurice Lagrenée : le directeur du cabaret
- Maurice Dorléac : le directeur de l'hôtel Régina
- Maurice Régamey : l'ami de Betty
- André Numès Fils : l'industriel qui visite le musée
- Jean Ayme : le patron de Florence
- Jacques Courtin : Gaston,le mari de Betty
- Charles Fawcett : un touriste anglais
- Paul Faivre : le chauffeur de taxi
- Lee Gordine : l'autre touriste étranger
- Jacques Mauclair : le photographe de mode
- Marcel Rouzé : le gardien de musée
- Evelyne Salmon : Yvette, la fille de Florence
- Lolita de Silva : Betty, l'amie de Florence
- Gaby Basset : la chanteuse du cabaret
- Jean Sylvère : le guide commentateur du musée

### Sketch n° 2
- Suzy Delair : Suzy Henebey, une ex-maîtresse de Jean-Pierre
- Yolande Laffon : Mme Delagrange, la veuve
- François Périer : Jean-Pierre Delagrange
- Armand Bernard : Armand, le valet de chambre
- Harry-Max : le mari jaloux à sa fenêtre
- Daniel Lecourtois : le directeur de l'hôtel
- Marthe Mercadier : Liliane, la jeune fille sur le banc
- Jacques Tarride : Gustave Chartin le secrétaire du défunt
- Guy Favières : l'ami d'enfance du défunt
- Georges Bever : l'ordonnateur des pompes funèbres
- Charles Vissières : Michel, le fidèle valet de chambre
- Louis Vonelly : le général, un parent de Jean-Pierre
- Maurice Nasil : un cousin de Jean-Pierre
- Robert Seller : un ami du défunt
- Titys : un ami du défunt
- Roger Vincent : un ami du défunt

### Sketch n° 3
- Danièle Delorme : Danièle, la jeune femme qui veut se suicider
- Gérard Philipe : Gérard de Narçay, le jeune homme sorti de l'asile
- Émile Genevois : le crieur de journaux
- Robert Moor : Maître Dalmet, le notaire assassiné par Gérard
- Franck Maurice : un agent de police qui poursuit Gérard
- Édouard Francomme : le bistrot
- Frédéric Mariotti : l'homme qui découvre le mort dans la cabine téléphonique
- Jean Ozenne : le docteur Mansart, assassiné par Gérard

### Sketch n° 4
- Gilberte Géniat : Solange la jeune veuve épicière
- Gabrielle Rosny : la vieille femme
- Bernard Blier : l'agent de police Raoul
- Yves Montand : Raoul, le chanteur des rues
- Henri Crolla : Enrico, le guitariste
- Christian Simon : Raoul, le fils de Solange
- Léonce Corne : le vendeur de billets de Loterie
- Pierre Mondy : l'agent copain de Raoul
- Gabriel Gobin : le chef des pompiers
- Michel Rob : un gosse

## Production
Alors qu'il fait la promotion de Singoalla, Christian-Jaque donna ses intentions à propos d'un film qu'il considère comme intimiste :

« C'est une idée de Companeez que je traiterai sous forme de film à sketches avec la collaboration de cinq grands dialoguistes : un pour chaque sketch et un pour le prologue et les enchaînements. L'histoire ?… Vous avez visité le dépôt des objets trouvés ? Et vous êtes, sans doute, resté comme moi, stupéfait devant la diversité des choses qui attendent que leurs propriétaires les réclament. […] Mon histoire sera celle de quatre parmi tous ces objets dont la plupart ne sont pas réclamés parce qu'ils ont une histoire. Il y a des drames et des comédies autour de ces millions de clés étiquetées, parmi la forêt inépuisables des hallebardes, des jambes de bois, des parapluies, parmi tous ces trésors authentiques ou minables rangés dans des valises de cuir précieux ou des cartables de carton.
Je raconterai ainsi (en montrant différents coins de Paris que j'aime) l'aventure de quatre objets perdus : la première sera effroyable, la seconde mettra en scène des enfants et sera poétique, la troisième une merveilleuse aventure d'amour, la quatrième une fantaisie pure. »